# Autel votif

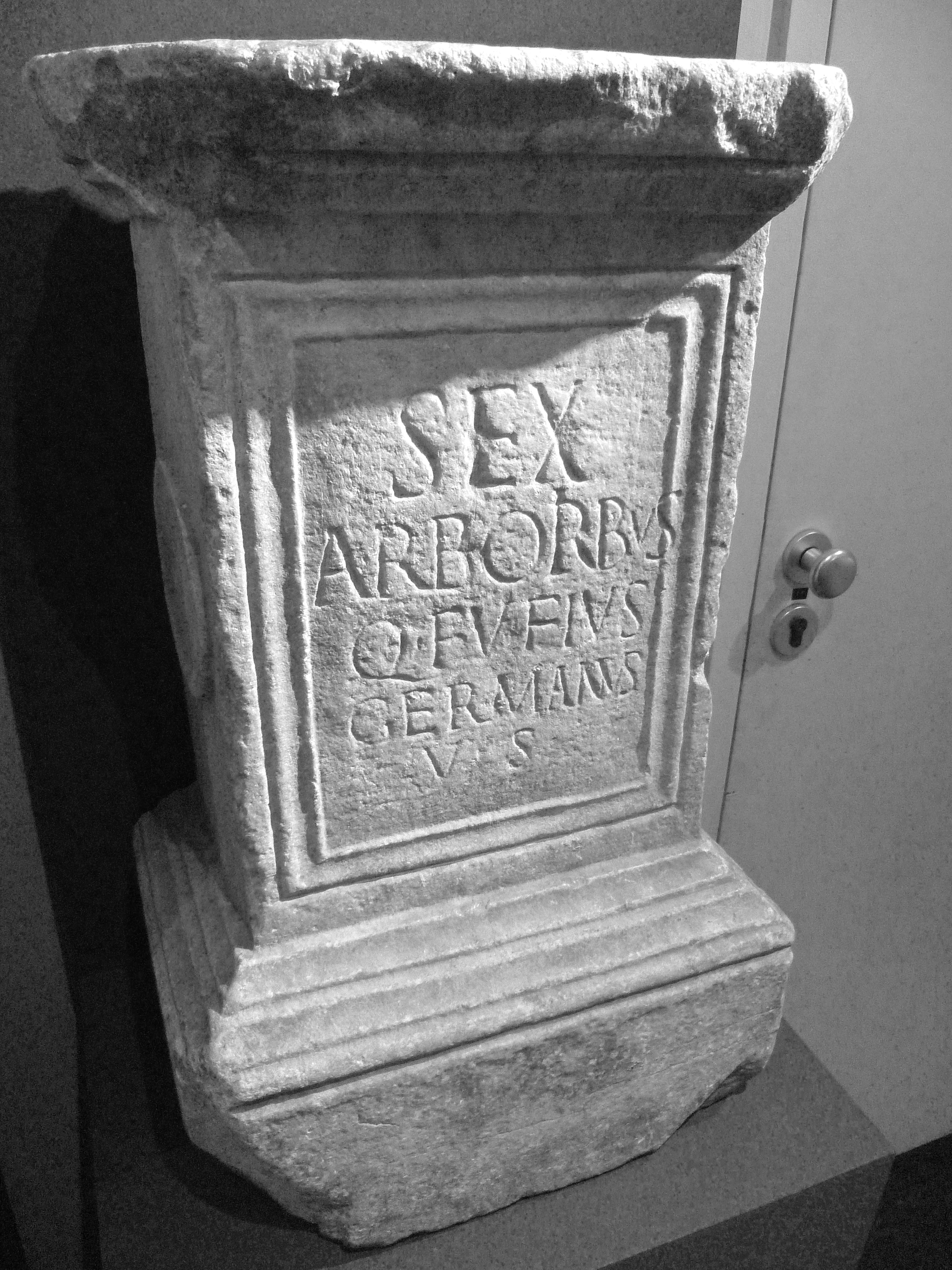
Ancien autel votif au musée Saint-Raymond, musée des Antiques de Toulouse.

Un autel votif est composé par une pierre ou du marbre plus ou moins sculptée servant aux dévotions particulières au saint auquel il est dédié.

## Histoire

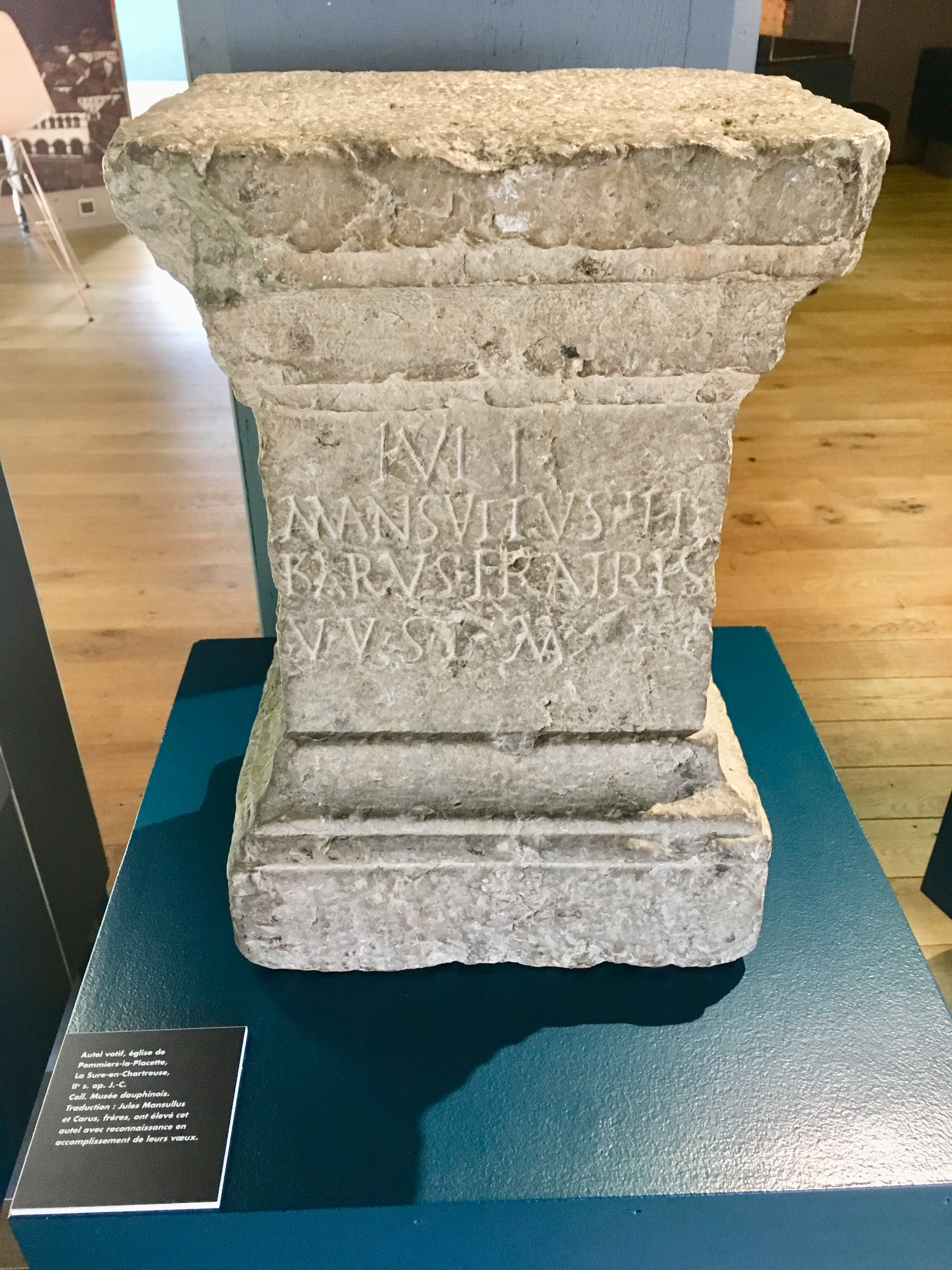
Autel votif, daté du IIe siècle, retrouvé sur le territoire de la commune de Pommiers-la-Placette (Isère)

Dans les Pyrénées, c'est une coutume religieuse qui était pratiquée en l'honneur de l'ensemble des divinités que sont le panthéon pyrénéen.